# Tajemnica rzecznikowska
Tajemnica rzecznikowska (inaczej tajemnica rzecznika patentowego) – termin prawniczy wprowadzony ustawą z 11 kwietnia 2001 r. o rzecznikach patentowych (Dz.U. z 2024 r. poz. 749).

Art. 14. 
1. Rzecznik patentowy jest obowiązany zachować w tajemnicy wszelkie informacje, które uzyskał w związku z wykonywaniem czynności zawodowych. Rzecznika patentowego nie można zwolnić z obowiązku zachowania tajemnicy zawodowej co do faktów, o których dowiedział się, udzielając pomocy w sprawach własności przemysłowej.
2. Obowiązek zachowania tajemnicy zawodowej nie dotyczy informacji:
1) udostępnianych na podstawie przepisów o praniu pieniędzy oraz finansowaniu terroryzmu,
2) przekazywanych na podstawie przepisów rozdziału 11a działu III ustawy z dnia 29 sierpnia 1997 r. – Ordynacja podatkowa (Dz.U. z 2022 r. poz. 2651)
– w zakresie określonym tymi przepisami.